# Cryptocephalus coryli
Cryptocephalus coryli је врста тврдокрилца из породице буба листара (Chrysomelidae).

## Распрострањење
Настањује Палеарктик, од Британских Острва до Кореје. О распрострањењу у Србији се може само нагађати услед мало података. 

## Опис
Инсект је дуг 6-7 mm. Покрилца су црвена код женки, а црна код мужјака. Ноге су тамне, а антене нешто дуже него код сродних врста.

## Биологија
Одрасли инсекти се могу наћи од априла до јуна. Биљке хранитељке су леска, врба и неке друге.